# Keniawürger
Der Keniawürger (Laniarius sublacteus) ist eine Vogelart aus der Familie der Buschwürger (Malaconotidae).
Die Art wurde zusammen mit dem Tropenwürger (Laniarius major) als Unterart (Ssp.) des Äthiopienwürgers (Laniarius aethiopicus) angesehen, aber als eigenständig abgespalten.
Der Vogel kommt vom Südosten Somalias (Boni Forest) bis zum Nordosten Tansanias und auf Sansibar vor.
Der Lebensraum umfasst dichten Bewuchs in Bergwald, Waldrand und Galeriewald, ungepflegten Gärten und Hecken bis 1800 m Höhe.
Der Artzusatz kommt von lateinisch sub ‚unten‘ und lateinisch lac, lactis ‚Milch‘.
Dieser Buschwürger ist ein Standvogel.

## Merkmale
Die Art ist 20–25 cm groß, das Männchen wiegt 43–50, das Weibchen 40–55 g.
Die Stirn über den Scheitel bis über den Nacken sowie die Zügel, Wangen, Ohrdecken und Nackenseiten sind leicht glänzend bläulich-schwarz, ebenso die übrige Oberseite. Der Bürzel mit langen, flauschigen Federn und die Oberschwanzdecken sind glänzender bläulich-schwarz, manchmal mit weißen Spitzen der äußeren Federn. Die Flügeloberseite ist schwarz, leicht glänzend, mitunter mit wenigen weißen oder weißlichen Federn. Kinn und Hals sind weiß, ebenso die übrige Unterseite, an Brust und Flanken lachsfarben. Die Unterflügeldecken sind weiß. Die Iris ist dunkel rotbraun, der Schnabel schwarz, die Beine bläulich-schieferfarben. Die Geschlechter unterscheiden sich nicht. Jungvögel sind matter gefärbt mit gelblich-braunen Federspitzen, unten weißlich, an Brust und Flanken blassbraun mit etwas grauer Bänderung. Der Schnabel ist hornfarben, die Augen sepiabraun.
Die Art ist monotypisch.

## Stimme
Die Lautäußerungen umfassen ein breites Spektrum an Krächzen, Knurren, kurzen „bou“ Lauten und langen Pfeiftönen, gerne im Duett vorgetragen ähnlich wie beim Flötenwürger (Laniarius ferrugineus) und Äthiopienwürger (Laniarius aethiopicus).
Typisch ist auch ein alle 2 Sekunden ertönender glockenartiger Ruf, im Duett wie ein einzelner Vogel.

## Lebensweise
Die Nahrung besteht hauptsächlich aus Insekten, auch kleinen Wirbeltieren und Früchten, die überwiegend in schattiger Deckung dicht am Erdboden gesucht werden.
Die Brutzeit liegt zwischen Dezember und März. Die Art lebt wohl monogam und standorttreu. Das Nest wird einige Meter über dem Grund in eine dünne Astgabel gehängt tief in einem reich verzweigtem Busch.

## Gefährdungssituation
Der Bestand gilt als „nicht gefährdet“ (Least Concern).